# David Kipiani
David Davidovitch Kipiani (en russe : Давид Давидович Кипиани, en géorgien : დავით ყიფიანი), né le 18 novembre 1951 à Tbilissi et mort le 17 septembre 2001 à la suite d'un accident de voiture, est un footballeur soviétique et entraîneur géorgien.

## Galerie

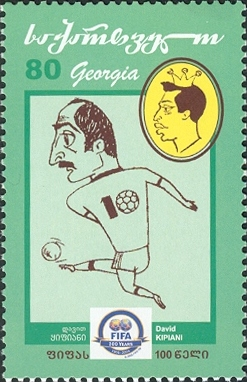
Timbre en son hommage.

## Statistiques
| Saison                | Club                  | Championnat           | Championnat | Championnat | Coupe(s) nationale(s) | Coupe(s) nationale(s) | Compétition(s) continentale(s) | Compétition(s) continentale(s) | Compétition(s) continentale(s) | Total | Total |
| Saison                | Club                  | Division              | M.          | B.          | M.                    | B.                    | Comp.                          | M.                             | B.                             | M.    | B.    |
| 1968                  | Lokomotiv Tbilissi    | D2                    | 1           | 0           | -                     | -                     | -                              | -                              | -                              | 1     | 0     |
| 1969                  | Dinamo Tbilissi       | D1                    | -           | -           | -                     | -                     | -                              | -                              | -                              | 0     | 0     |
| 1970                  | Lokomotiv Tbilissi    | D2                    | 28          | 3           | 1                     | 0                     | -                              | -                              | -                              | 29    | 3     |
| Sous-total            | Sous-total            | Sous-total            | 29          | 3           | 1                     | 0                     | -                              | -                              | -                              | 30    | 3     |
| 1971                  | Dinamo Tbilissi       | D1                    | 23          | 3           | 1                     | 0                     | -                              | -                              | -                              | 24    | 3     |
| 1972                  | Dinamo Tbilissi       | D1                    | 28          | 7           | 3                     | 0                     | C3                             | 2                              | 1                              | 33    | 8     |
| 1973                  | Dinamo Tbilissi       | D1                    | 20          | 5           | 3                     | 0                     | C3                             | 5                              | 3                              | 28    | 8     |
| 1974                  | Dinamo Tbilissi       | D1                    | 5           | 1           | 3                     | 4                     | -                              | -                              | -                              | 8     | 5     |
| 1975                  | Dinamo Tbilissi       | D1                    | 24          | 12          | 2                     | 1                     | -                              | -                              | -                              | 26    | 13    |
| 1976                  | Dinamo Tbilissi       | D1                    | 18          | 9           | 5                     | 5                     | C2                             | 2                              | 1                              | 25    | 15    |
| 1977                  | Dinamo Tbilissi       | D1                    | 27          | 14          | -                     | -                     | C3                             | 5                              | 2                              | 32    | 16    |
| 1978                  | Dinamo Tbilissi       | D1                    | 25          | 7           | 6                     | 1                     | C3                             | 4                              | 1                              | 35    | 9     |
| 1979                  | Dinamo Tbilissi       | D1                    | 22          | 3           | 2                     | 1                     | C1                             | 4                              | 2                              | 28    | 6     |
| 1980                  | Dinamo Tbilissi       | D1                    | 31          | 8           | 7                     | 3                     | C2                             | 4                              | 0                              | 42    | 11    |
| 1981                  | Dinamo Tbilissi       | D1                    | 18          | 8           | 1                     | 0                     | C2                             | 5                              | 0                              | 24    | 8     |
| 1982                  | Dinamo Tbilissi       | D1                    | 4           | 2           | 1                     | 2                     | C2                             | 4                              | 0                              | 9     | 4     |
| Sous-total            | Sous-total            | Sous-total            | 245         | 79          | 34                    | 17                    | -                              | 35                             | 10                             | 314   | 106   |
| Total sur la carrière | Total sur la carrière | Total sur la carrière | 274         | 82          | 35                    | 17                    | -                              | 35                             | 10                             | 344   | 109   |

## Palmarès

### Palmarès de joueur
Dinamo Tbilissi
- Champion d'Union soviétique en 1978.
- Vainqueur de la Coupe d'Union soviétique en 1976 et 1979.
- Vainqueur de la Coupe des vainqueurs de coupe en 1981.

### Palmarès d'entraîneur
Dinamo Tbilissi
- Champion de Géorgie en 1995, 1996 et 1997.
- Vainqueur de la Coupe de Géorgie en 1995, 1996 et 1997.

## Distinctions personnelles
- Joueur de l'année en championnat soviétique (distinction de l'hebdomadaire Football) : 1977